# 文泉異菊虎
文泉異菊虎（Lycocerus wenchuani）為菊虎科異菊虎屬下的一個種。

## 物種描述
本種體長約4.50–5.00 mm，寬約0.75–0.80 mm。眼睛、頭部成黑色，觸角黑褐色。前胸背板黃褐色，中央有一明顯黑色縱向條帶。翅鞘黑色，但兩片翅鞘中央分別有一黃褐色縱紋。足黑色，脛節基部及頂部成黃褐色。前胸腹板黃褐色。全身被覆白色短毛，頭楯前緣綴有白色綱毛。觸角、鞘翅及足，則有黃褐色綱毛與短毛錯綜生長。
雄蟲頭約長寬相等，頭頂處些微凹，頭後部稍具凹陷，延著頭楯端緣和眼前側區凹平，表面密布淺點刻且略具光澤，頭楯端緣弓形並於中央略為凹陷，眼不大，渾圓而微微突出，下唇鬚末節圓斧狀，小顎鬚末節圓斧狀並有點細長，觸角絲狀，直至翅鞘基部算起2/3長度處，所有觸角小節不具縱溝。前胸背板近於正方形，前緣和後緣呈弓形，側緣輕微呈波浪狀，前緣角圓弧形，後緣角圓鈍，盤區後側區突起而前側區凹陷，後半部中央有明顯縱溝，表面光滑而略有光澤，小楯片三角形而端部圓弧。翅鞘兩側近於平行，表面密布細微點刻而具有光澤。足細長，腿節幾乎筆直，脛節除了基部稍微彎曲外幾乎筆直，爪式簡單。陽莖器腹突向頂端延伸，尖端處向內鉤，背板較腹突為短，且端緣波狀。側骨突粗，且尖端較鈍，從外側可看見。
雌蟲與雄蟲外型與雄蟲相似，惟雌蟲體幅較雄蟲寬，眼略為小於雄蟲。觸角明顯短於公蟲，僅延伸至翅鞘一半長度處。第七可見腹板兩側凹陷而形成左右各一三角形側瓣片，中瓣發育不完全或不發育。
本種外型上近似於擬黑姬異菊虎、花谷氏異菊虎、Lycocerus ueharaensis，及斑樁異菊虎（Lycocerus maculiceps）。但可透過下烈特徵辨別：頭部完全黑色、黑足，脛節基部及頂部成黃褐色，或股節基部成黃褐色，等等。雌蟲第七可見腹板中瓣發育不完全或不發育。雄蟲陽莖器腹突向頂端延伸，尖端處向內鉤，背板較腹突為短，且端緣波狀。側骨突粗，且尖端較鈍，從外側可看見。

## 棲地與分布
本種目前僅知分布於台灣，分布於台灣南部及東南部海拔1000至1600公尺處。主要活動於春末夏初。

## 分類學
本種隸屬於擬黑姬異菊虎種群（Lycocerus rhagonychiformis species-group）。

## 命名語源
本種獻名於長期採集並提供許多昆蟲標本予分類學研究的公民科學家廖文泉。